# Гокксунн
Гокксунн (норв. Hokksund) — місто в норвезькій комуні Евре-Ейкер у фюльке Бускеру. Знаходиться за 17 км від адміністративного центра фюльке міста Драммен.

## Історія
Гокксунн є адміністративним центром та найбільшим містом комуни Евре-Ейкер, має населення близько 8 000 осіб. Історично місто розросталося на обох берегах річки Драмменсельва, що протікає за 500 м від його центру. Головним промислом традиційно було лісництво, хоча протягом останнього століття більшої важливості набуває інженерія, особливо пов'язана з електрикою, а також цементна промисловість.

## Місцеві пам'ятки
- Церква Геуґа (Haug kirke), початково збудована 1152 року, — середньовічна кам'яна церква, що складається з західної вежі, нефу та вівтаря. Церкву було докорінно відремонтовано та переоздоблено у 1961—1962 роках. Орган було збудовано 2004 року німецьким майстром Юргеном Арендом.[1]

- Музей Нестетанґен старої ферми графства (Sorenskrivergården), демонструє як за давньою традицією виготовляли скло. Фабрика з виготовлення скла знаходилася в цій будівлі в 1741—1777 роках, виготовляла люстри та скло для столів у німецькому та англійському стилі. Сусіднім до саду музею є Skriverparken, парк, територія якого сягає до річки.[2][3]

## Галерея

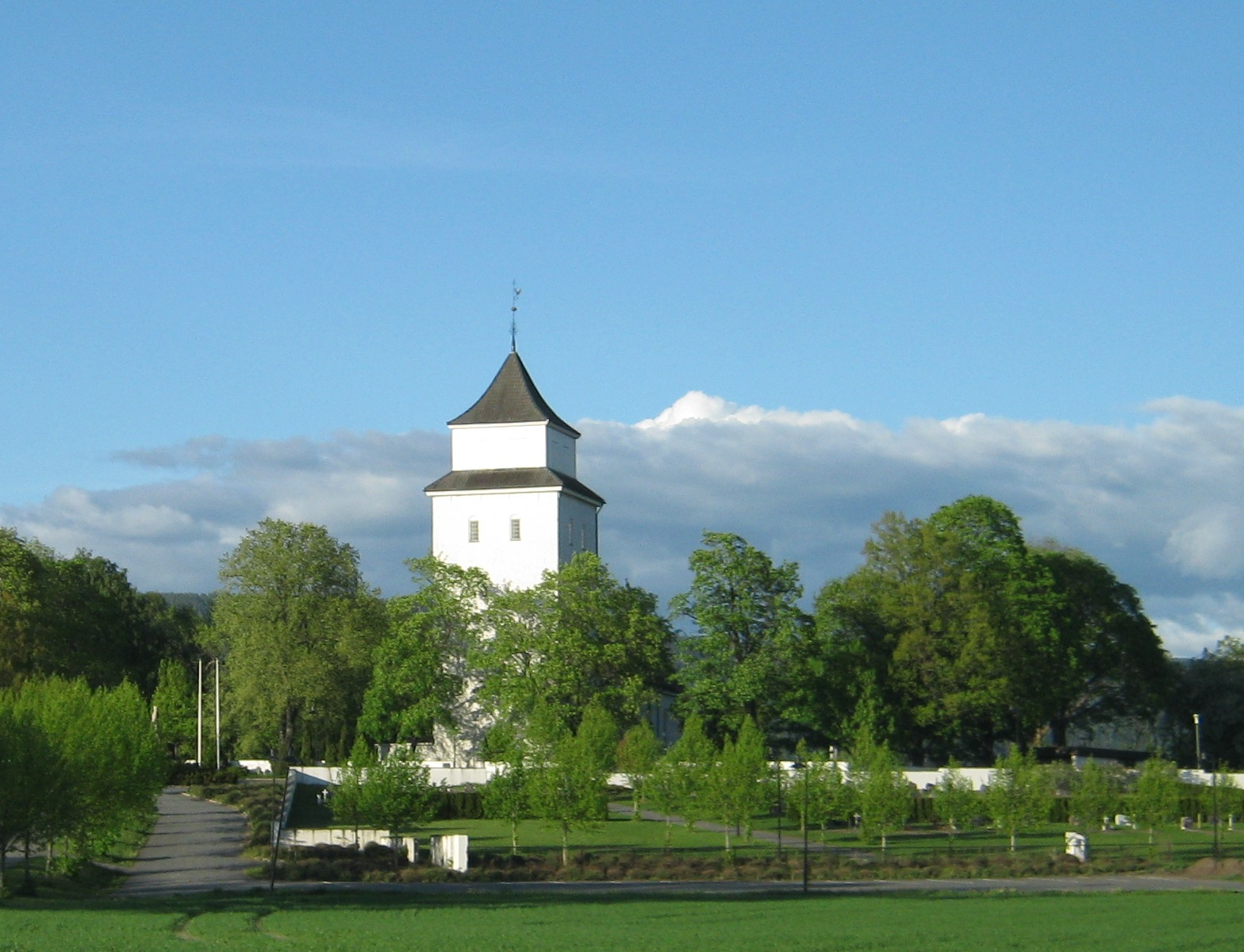
Церква Геуґа
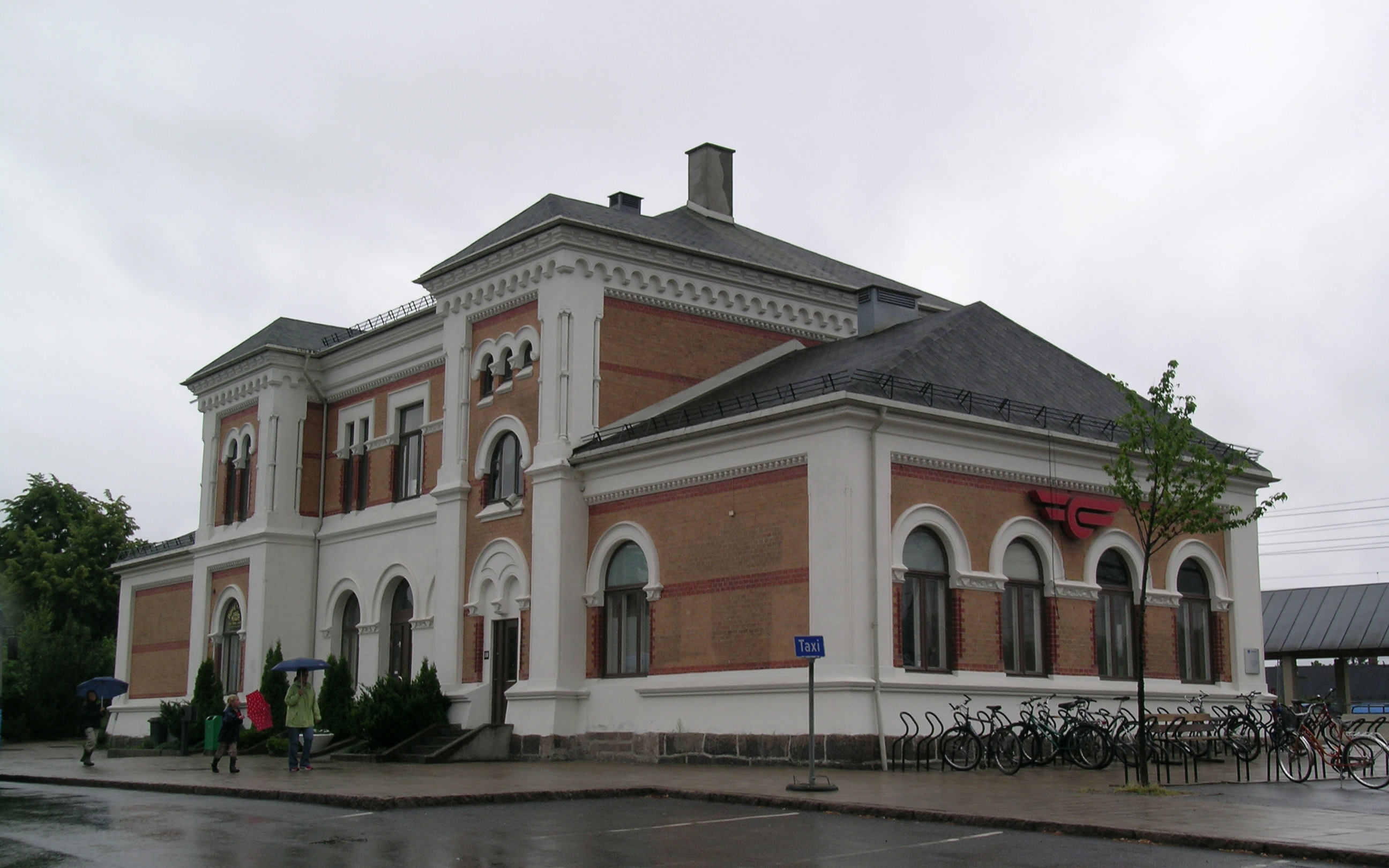
Транспортна зупинка
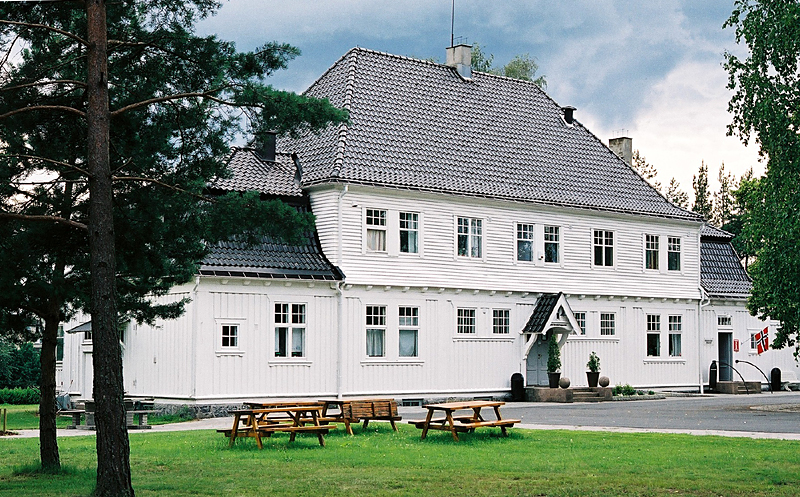
Музей у місті